# 홍금보의 박명단도탈명창
홍금보의 박명단도탈명창(搏命單刀奪命　: Odd Couple)은 홍콩에서 제작된 유가영 감독의 1979년 액션, 무협 영화이다. 홍금보 등이 주연으로 출연하였다.

## 출연

### 주연
- 홍금보
- 양가인
- 유가영
- 진룡
- 종발
- 임정영
- 리하이성
- 맥가
- 화성
- 석천